# Ludwik Begale
Ludwik Begale (ur. 20 sierpnia 1875 w Rozdrażewie, zm. 1944 w Warszawie) – polski prawnik, sędzia, samorządowiec i działacz społeczny. Starosta poznański (1923-1939).

## Życiorys

### Dzieciństwo i młodość
Urodził się 20 sierpnia 1875 w Rozdrażewie w rodzinie Andrzeja i Franciszki z domu Rybka. W Rozdrażewie jego ojciec miał cegielnię i dom mieszkalny oraz prowadził sklep spożywczy. Gimnazjum ukończył w Krotoszynie, a studia ekonomiczne i prawnicze na Uniwersytecie we Wrocławiu.

### Działalność zawodowa i społeczna
Praktykę adwokacką odbył w Poznaniu w kancelarii Władysława Seydy i złożył w Berlinie egzamin asesorski. Prowadził w latach 1904–1919 w Ostrowie Wielkopolskim praktykę adwokacką (specjalizował się w sprawach cywilnych). Współdziałał politycznie w latach 1918–1920 z Władysławem Seydą i Wojciechem Korfantym. Członek Powiatowej Rady Ludowej w Ostrowie Wlkp., a w 1919 przeniósł się do Poznania na stanowisko sędziego Sądu Okręgowego, a prezesem Wojewódzkiego Sądu Administracyjnego w Poznaniu był w latach 1920–1923. Wybrany w marcu 1923 przez sejmik wojewódzki poznańskim starostą krajowym w Poznaniu, którą to godność sprawował przez 16 lat. Pełnił liczne funkcje społeczne m.in.: prezes Koła Prawników Samorządowych, prezes Towarzystwa Wyższych Urzędników Administracyjnych woj. poznańskiego, wiceprezes PCK na pozn. okręg, członek Państwowej Rady Samorządowej, członek Towarzystwa pomocy Naukowej im. K. Marcinkowskiego, wiceprezes Towarzystwa Opieki Polskiej nad Rodakami na Obczyźnie.
2 maja 1923 został odznaczony Krzyżem Oficerskim Orderu Odrodzenia Polski „za gorliwą i pełną poświęcenia pracę zawodową”.

### II wojna światowa
W 1939 został ewakuowany i wraz z żoną znalazł się w Warszawie. Pracował podczas okupacji jako tłumacz języka niemieckiego w zakładach ubezpieczeniowych.
Na początku powstania aresztowany i zabrany do siedziby gestapo przy AL. Szucha i następnie rozstrzelany w nieznanych okolicznościach.

## Życie prywatne
Żonaty z Zofią Wilczewską. Nie mieli dzieci.